# Bospor
Bospor je tjesnac između Europe i Male Azije koji povezuje Crno s Mramornim morem. To ga čini južnim dijelom unutrašnje Euroazijske granice. Carigrad leži na obje strane tjesnaca koji je dug oko 30 km, a na najužem mjestu je širok samo 660 m.
Godine 1997. morski biolozi William Ryan i Walter Pitman privukli su pažnju svojom hipotezom o potopu. Prema toj hipotezi, Bospor je star tek oko 7.500 godina. Prije toga je Crno more bilo unutarnje more (kao Kaspijsko jezero) u dubodolini čija je površina bila znatno ispod današnje. Tijekom otapanja leda iz zadnjeg ledenog doba došlo je do značajnog porasta razine Sredozemnog pa tako i s njim povezanog Mramornog mora. Ogromna masa nagomilane vode u jednom je trenutku probila na najslabijem mjestu prevlaku prema Crnom moru i tako otvorila put snažnoj bujici vode koja je u samo nekoliko dana ili možda tjedana stvorila Bospor takav kakav je danas. Dokaz za to bi bio duboko u stijene urezan relativno širok vodeni put vrlo ravnog dna, što bi značilo da je brzina kojom se voda kretala bila ogromna. U usporedbi s tim, slapovi Niagare, koji vrlo sporo erodiraju, imaju vrlo razrovano riječno dno. Ipak, hipoteza nije dokazana. 
Bospor se smatra jednim od najvažnijih vodenih putova, jer su preko njega veliki dijelovi Rusije i Europe povezani sa Sredozemljem i svjetskim morima. Pored poljoprivrednih i industrijskih proizvoda, ogroman udjel u robnom transportu tim putem ima i nafta. Zemlje koje leže na istočnoj strani Crnog mora smatraju se, zajedno s naftovodima koji povezuju njihovo zaleđe s Crnim morem, izvoznicama nafte 21. stoljeća, ali i nemirnim područjem. Nakon akcije udruženja Greenpeace kojom su skrenuli pažnju na opasnosti od nesreće u brodskom prometu, postroženi su 2002. uvjeti za prolaz naftnih tankera. Tjesnacem godišnje prođe 50.000 brodova.
Unutar Bospora je i Zlatni rog, poznati, vrlo dugačak zaljev.
Preko Bospora su sagrađena tri mosta: Most mučenika 15. srpnja, Most Fatih-Sultan-Mehmeda i Most Yavuz-Sultan-Selima. Svi su viseći mostovi i povezuju Europu s Azijom, te imaju više voznih traka za cestovni promet.
Bospor može značiti i tjesnac između Krima i ušća Dona (danas prolaz Kerč). Još su stari Grci taj Bospor zvali kimerski Bospor kako bi ga razlikovali od ovdje opisanog.
Oba su Bospora u vrijeme seoba naroda i u srednjem vijeku smatrani granicom između Europe i Azije. 
Ispod Bospora je 29. listopada 2013.  završena gradnja podvodnog tunela.

## Vanjske poveznice

### Ostali projekti
|  | Zajednički poslužitelj ima stranicu o temi Bospor |

### Mrežna sjedišta
- Bospor Hrvatska enciklopedija. LZMK
- LZMK / Proleksis enciklopedija: Bospor